# Оттелия
Оттелия (лат. Ottelia; от малаял. am ottelambel, вероятно от otta — прилипать (о листьях к телу) и am bel — кувшинка) — род водных растений семейства Водокрасовые (Hydrocharitaceae), распространённых преимущественно в тропических областях Старого Света.

## Ботаническое описание
Пресноводные, однолетние или многолетние травянистые растения. Стебли прямостоячие, укоренённые в субстрате, неразветвлённые, короткие. Листья низовые, погруженные или плавающие, длинночерешковые, от линейных или ланцетных до широкояйцевидных или почковидных.
Покрывала эллиптические или яйцевидные, обычно с 2—6 крылатыми рёбрами, с одним или несколькими цветками. Цветки обоеполые или однополые (тычиночные и пестичные на разных растениях). Чашелистиков 3, зеленоватые, линейные, продолговатые или яйцевидные. Лепестков 3, от белых до розовых или светло-фиолетовых, часто жёлтые у основания; от округлых до широкообратнояйцевидных, значительно длиннее и шире чашелистиков. Тычинок 3—15; нити линейные, уплощённые; пыльники раскрываются с боков. Завязь из 3, 6 или 9 (или более) плодолистиков; семяпочки многочисленные; рылец по 2 на пестик, линейные. Плоды продолговатые, ребристые. Семена веретеновидные, многочисленные, мелкие.

## Виды
Род включает 22 вида:
- Ottelia acuminata (Gagnep.) Dandy
- Ottelia alismoides (L.) Pers. typus — Оттелия частуховидная
- Ottelia balansae (Gagnep.) Dandy
- Ottelia brachyphylla (Gürke) Dandy
- Ottelia brasiliensis (Planch.) Walp.
- Ottelia cordata (Wall.) Dandy
- Ottelia cylindrica (T.C.E.Fr.) Dandy
- Ottelia emersa Z.C.Zhao & R.L.Luo
- Ottelia exserta (Ridl.) Dandy
- Ottelia fengshanensis Z.Z.Li, S.Wu & Q.F.Wang
- Ottelia fischeri (Gürke) Dandy
- Ottelia guanyangensis Z.Z.Li, Q.F.Wang & S.Wu
- Ottelia kunenensis (Gürke) Dandy
- Ottelia lisowskii Symoens
- Ottelia mesenterium (Hallier f.) Hartog
- Ottelia muricata (C.H.Wright) Dandy
- Ottelia obtusifolia T.C.E.Fr.
- Ottelia ovalifolia (R.Br.) Rich.
- Ottelia profundecordata Symoens
- Ottelia scabra Baker
- Ottelia ulvifolia (Planch.) Walp.
- Ottelia verdickii Gürke